# Río Águeda
El Águeda es un río de la península ibérica, afluente del Duero por su margen izquierdo, que transcurre por la zona más occidental de la provincia de Salamanca.
Hace de frontera natural entre España y Portugal desde la desembocadura del Turones hasta su desembocadura, en Barca de Alba.

## Curso
El origen del río Águeda es el manantial del Puente de los Llanos, en Navasfrías (Salamanca), entre los cerros "Las Mesas" y "Peñas Gordas". Su agua está embalsada por la presa del Águeda a la altura de los municipios de Zamarra y Pastores. Recibe las aguas de su afluente, el río Badillo. También es embalsado en la presa de Irueña esta con capacidad de 110 hm³.
Pasa por Ciudad Rodrigo (Salamanca), por la mina de uranio y la villa romana de Saelices el Chico y el yacimiento rupestre de Siega Verde. Es la frontera natural entre España y Portugal durante 40 kilómetros y desemboca en el Duero por su margen izquierda cerca de Barca de Alba, en la zona internacional fronteriza con Portugal. En la desembocadura del río Águeda se encuentra el muelle nuevo de Vega Terrón. El río Duero entra completamente en territorio portugués justo en esa desembocadura.
Aparece descrito en el primer volumen del Diccionario geográfico-estadístico-histórico de España y sus posesiones de Ultramar de Pascual Madoz con las siguientes palabras:

AGUEDA: r. en la prov. de Salamanca: nace de las aguas que vierte al N. la falda de la sierra de Gata y principalmente en los puertos de Valverde y alta sierra de Jalama, en los confines de Castilla la Vieja y Estremadura, á una leg. de la v. de Navasfrias; y caminando en dicha direccion, recibe los pequeños arroyos de la Ligiosa, que divide á Portugal de España, en el term. de dicha v., Carbajales y Arroyo del Muerto que se unen á Riofrio en el term. de Villarubias, y las aguas de las Mayas, Agadones, Burguillos, Agalas, Bodon y Azaba: tambien recibe en la jurisd. de S. Felices de los Gallegos, el arroyo de bastante consideracion llamado la Granja y el regato de la Ahigal, que divide este term. y el de S. Felices. En su curso fertiliza los pueblos de Navasfrias, Payo, Peñaparda, Fuente-Guinaldo, Robleda, Bodon, Herguijuela, Encina, Martiago, Pastores, Zamarra y Ciudad-Rodrigo, donde hay una hermosa vega, única que encuentra en toda su corriente, la cual pasando por algunas alquerias en direccion al O., baña despues los term. de Saelices, Sexmiro, Martillan, Gallegos, Serranillo, Castillejo de Martin Viejo, Villar de la Yegua, Villar de Ciervo, Aldeanueva de Portanobis, Barba de Puerco, S. Felices de los Gallegos, Ahigal, Sobradillo, Hinojosa y Fregeneda hasta cuya v. desde la de la Bouza, (en cuya jurisd. aumentan su curso el r. Turones y la ribera que procede de Fuentes de Oñoro, que suele secarse en el verano), separa á España de Portugal, desaguando en el Duero, á las inmediaciones y al O. de Fregeneda: su caudal no puede calcularse, por las variaciones á que está sujeto, ya perdiéndolo en los veranos algo largos, ya enriqueciéndolo considerablemente con las aguas de la sierra; su curso es de unas 20 leg.; hasta la mitad lleva la direccion de S. á N., y despues toma la de E. á O., hasta llegar al Duero: en él se nota que si bien su corriente es lenta mientras se acerca á Ciudad-Rodrigo, camina con suma rapidez despues, y que si desde esta abajo no se hallan truchas, las hay riquísimas, y abundantes anguilas y barbos á medida que se aproxima á su nacimiento. La principal utilidad de este r., de arenas de oro, como dice Ponz, y cuyas aguas puras y cristalinas han sido objeto de sonetos y composiciones de muchos poetas célebres, consiste en dar movimiento á algunos batanes y muchos molinos harineros, notables algunos de ellos por la caida de las aguas entre las peñas, cual es entre otros el molino del Diablo: á este servicio se presta con facilidad, por su gran pendiente y por la abundancia de piedra pizarrosa de que se componen sus escarpadas orillas, las cuales impiden que desde Ciudad-Rodrigo en adelante se utilizen para el riego las aguas que hasta alli vienen fertilizando multitud de linares, patatales y todo género de hortalizas. En el verano se vadea facilmente; pero en el invierno facilitan la comunicacion tres puentes de piedra: el primero, sit. en la deh. del Villar, cuyo nombre lieva, tiene un solo arco de tosca construccion, y es tan ant. que se cree del tiempo de los romanos; su estado actual es malísimo, á pesar de lo útil que es para la comunicacion de toda esta parte de Castilla la Vieja con Estremadura; el segundo está en Ciudad Rodrigo, y es todo de piedra labrada: su mitad se reedificó posteriormente, y aunque necesita algunos reparos en el zampeado, su estado es regular: el marqués de Espeja sobre el portazgo, desde que se reparó á sus espensas y de algunos pueblos del pais, los cuales se hallan exentos de dicho gravamen. El último puente, que parece del mismo tiempo que el ant. cast. de S. Felices de los Gallegos, se halla sit. entre este lugar y el de Barba de Puerco, y tiene tres arcos, dos pequeños, y uno de 93 pies de luz. Cortado en la guerra de la Independencia, fué habilitado con tablas, que hallándose últimamente muy deterioradas, los pasageros se veían á cada momento espuestos á caer al agua; mas arrebatadas por una grande avenida, hace tres años, é interceptada por tanto esta interesante comunicacion, las autoridades accedieron á las vivas instancias de los pueblos, mandando reedificar con piedra la parte del puente destruida por los franceses, cuya obra concluida en el año pasado de 1844, tuvo de coste 32,000 rs. que salieron de la contr. que paga la prov. para caminos. Este r. llamado Agata en otro tiempo, por proceder de la sierra de Gata, es navegable en muy corta estension á su desagüe en el Duero y no lo es antes, por impedirlo lo peñascoso de su alveo. También se llamó antiguamente Æminium, y mererció ser mencionado por Plinio.
(Madoz, 1845, pp. 129-130)

## Caudal

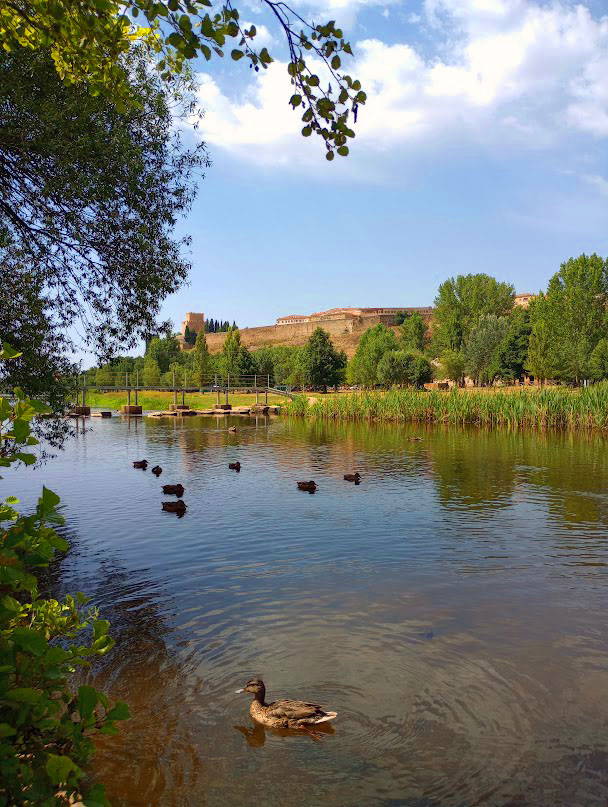
El río, a su paso por Ciudad Rodrigo

La Confederación Hidrográfica del Duero estableció para el río Águeda los siguientes caudales mínimos de mantenimiento (o caudales ecológicos y caudales ambientales) para el período 2006/07:
- Abril: 1,0 m³/s
- Octubre: 2,0 m³/s (en Castillejo de Martín Viejo)

## Principales afluentes
Los afluentes del Águeda presentan un corto recorrido y se ven afectados por un fuerte estiaje, llegando incluso a secarse durante el verano.
Por la derecha
- Río Agadón
- Río Riofrío
- Río Badillo
- Río Olleros

Por la izquierda
- Río Turones
- Río Azaba
- Regato de El Bodón
- Arroyo de la Conejera

## Flora
Entre otra fauna, existen poblaciones vivas de mejillón de río (Margaritifera margaritifera).